# Río Serpis
Río Serpis är ett vattendrag i Spanien.   Det ligger i provinserna Alicante och Província de València och regionen Valencia, i den östra delen av landet, 300 km sydost om huvudstaden Madrid.